# Unicodeblock Jesidisch
Der Unicodeblock Jesidisch (engl.: Yezidi, U+10E80 bis U+10EBF) enthält die Zeichen der Jesidischen Schrift, die als Kurmandschi in Armenien von einem Teil der Jesiden verwendet wird.

## Liste
| Unicodenummer   | Zeichen (400 %) | Kategorie                               | Bidirektionale Klasse              | Offizielle Bezeichnung                  | Beschreibung                                      |
| --------------- | --------------- | --------------------------------------- | ---------------------------------- | --------------------------------------- | ------------------------------------------------- |
| U+10E80 (69248) | 𐺀               | anderer Buchstabe, Silbe oder Ideogramm | rechts nach links (nicht-arabisch) | YEZIDI LETTER ELIF                      | Jesidischer Buchstabe Elif                        |
| U+10E81 (69249) | 𐺁               | anderer Buchstabe, Silbe oder Ideogramm | rechts nach links (nicht-arabisch) | YEZIDI LETTER BE                        | Jesidischer Buchstabe Be                          |
| U+10E82 (69250) | 𐺂               | anderer Buchstabe, Silbe oder Ideogramm | rechts nach links (nicht-arabisch) | YEZIDI LETTER PE                        | Jesidischer Buchstabe Pe                          |
| U+10E83 (69251) | 𐺃               | anderer Buchstabe, Silbe oder Ideogramm | rechts nach links (nicht-arabisch) | YEZIDI LETTER PHE                       | Jesidischer Buchstabe Phe                         |
| U+10E84 (69252) | 𐺄               | anderer Buchstabe, Silbe oder Ideogramm | rechts nach links (nicht-arabisch) | YEZIDI LETTER THE                       | Jesidischer Buchstabe The                         |
| U+10E85 (69253) | 𐺅               | anderer Buchstabe, Silbe oder Ideogramm | rechts nach links (nicht-arabisch) | YEZIDI LETTER SE                        | Jesidischer Buchstabe Se                          |
| U+10E86 (69254) | 𐺆               | anderer Buchstabe, Silbe oder Ideogramm | rechts nach links (nicht-arabisch) | YEZIDI LETTER CIM                       | Jesidischer Buchstabe Cim                         |
| U+10E87 (69255) | 𐺇               | anderer Buchstabe, Silbe oder Ideogramm | rechts nach links (nicht-arabisch) | YEZIDI LETTER CHIM                      | Jesidischer Buchstabe Chim                        |
| U+10E88 (69256) | 𐺈               | anderer Buchstabe, Silbe oder Ideogramm | rechts nach links (nicht-arabisch) | YEZIDI LETTER CHHIM                     | Jesidischer Buchstabe Chhim                       |
| U+10E89 (69257) | 𐺉               | anderer Buchstabe, Silbe oder Ideogramm | rechts nach links (nicht-arabisch) | YEZIDI LETTER HHA                       | Jesidischer Buchstabe Hha                         |
| U+10E8A (69258) | 𐺊               | anderer Buchstabe, Silbe oder Ideogramm | rechts nach links (nicht-arabisch) | YEZIDI LETTER XA                        | Jesidischer Buchstabe Xa                          |
| U+10E8B (69259) | 𐺋               | anderer Buchstabe, Silbe oder Ideogramm | rechts nach links (nicht-arabisch) | YEZIDI LETTER DAL                       | Jesidischer Buchstabe Dal                         |
| U+10E8C (69260) | 𐺌               | anderer Buchstabe, Silbe oder Ideogramm | rechts nach links (nicht-arabisch) | YEZIDI LETTER ZAL                       | Jesidischer Buchstabe Zal                         |
| U+10E8D (69261) | 𐺍               | anderer Buchstabe, Silbe oder Ideogramm | rechts nach links (nicht-arabisch) | YEZIDI LETTER RA                        | Jesidischer Buchstabe Ra                          |
| U+10E8E (69262) | 𐺎               | anderer Buchstabe, Silbe oder Ideogramm | rechts nach links (nicht-arabisch) | YEZIDI LETTER RHA                       | Jesidischer Buchstabe Rha                         |
| U+10E8F (69263) | 𐺏               | anderer Buchstabe, Silbe oder Ideogramm | rechts nach links (nicht-arabisch) | YEZIDI LETTER ZA                        | Jesidischer Buchstabe Za                          |
| U+10E90 (69264) | 𐺐               | anderer Buchstabe, Silbe oder Ideogramm | rechts nach links (nicht-arabisch) | YEZIDI LETTER JA                        | Jesidischer Buchstabe Ja                          |
| U+10E91 (69265) | 𐺑               | anderer Buchstabe, Silbe oder Ideogramm | rechts nach links (nicht-arabisch) | YEZIDI LETTER SIN                       | Jesidischer Buchstabe Sin                         |
| U+10E92 (69266) | 𐺒               | anderer Buchstabe, Silbe oder Ideogramm | rechts nach links (nicht-arabisch) | YEZIDI LETTER SHIN                      | Jesidischer Buchstabe Shin                        |
| U+10E93 (69267) | 𐺓               | anderer Buchstabe, Silbe oder Ideogramm | rechts nach links (nicht-arabisch) | YEZIDI LETTER SAD                       | Jesidischer Buchstabe Sad                         |
| U+10E94 (69268) | 𐺔               | anderer Buchstabe, Silbe oder Ideogramm | rechts nach links (nicht-arabisch) | YEZIDI LETTER DAD                       | Jesidischer Buchstabe Dad                         |
| U+10E95 (69269) | 𐺕               | anderer Buchstabe, Silbe oder Ideogramm | rechts nach links (nicht-arabisch) | YEZIDI LETTER TA                        | Jesidischer Buchstabe Ta                          |
| U+10E96 (69270) | 𐺖               | anderer Buchstabe, Silbe oder Ideogramm | rechts nach links (nicht-arabisch) | YEZIDI LETTER ZE                        | Jesidischer Buchstabe Ze                          |
| U+10E97 (69271) | 𐺗               | anderer Buchstabe, Silbe oder Ideogramm | rechts nach links (nicht-arabisch) | YEZIDI LETTER EYN                       | Jesidischer Buchstabe Eyn                         |
| U+10E98 (69272) | 𐺘               | anderer Buchstabe, Silbe oder Ideogramm | rechts nach links (nicht-arabisch) | YEZIDI LETTER XHEYN                     | Jesidischer Buchstabe Xheyn                       |
| U+10E99 (69273) | 𐺙               | anderer Buchstabe, Silbe oder Ideogramm | rechts nach links (nicht-arabisch) | YEZIDI LETTER FA                        | Jesidischer Buchstabe Fa                          |
| U+10E9A (69274) | 𐺚               | anderer Buchstabe, Silbe oder Ideogramm | rechts nach links (nicht-arabisch) | YEZIDI LETTER VA                        | Jesidischer Buchstabe Va                          |
| U+10E9B (69275) | 𐺛               | anderer Buchstabe, Silbe oder Ideogramm | rechts nach links (nicht-arabisch) | YEZIDI LETTER VA ALTERNATE FORM         | Jesidischer Buchstabe Va, alternative Form        |
| U+10E9C (69276) | 𐺜               | anderer Buchstabe, Silbe oder Ideogramm | rechts nach links (nicht-arabisch) | YEZIDI LETTER QAF                       | Jesidischer Buchstabe Qaf                         |
| U+10E9D (69277) | 𐺝               | anderer Buchstabe, Silbe oder Ideogramm | rechts nach links (nicht-arabisch) | YEZIDI LETTER KAF                       | Jesidischer Buchstabe Kaf                         |
| U+10E9E (69278) | 𐺞               | anderer Buchstabe, Silbe oder Ideogramm | rechts nach links (nicht-arabisch) | YEZIDI LETTER KHAF                      | Jesidischer Buchstabe Khaf                        |
| U+10E9F (69279) | 𐺟               | anderer Buchstabe, Silbe oder Ideogramm | rechts nach links (nicht-arabisch) | YEZIDI LETTER GAF                       | Jesidischer Buchstabe Gaf                         |
| U+10EA0 (69280) | 𐺠               | anderer Buchstabe, Silbe oder Ideogramm | rechts nach links (nicht-arabisch) | YEZIDI LETTER LAM                       | Jesidischer Buchstabe Lam                         |
| U+10EA1 (69281) | 𐺡               | anderer Buchstabe, Silbe oder Ideogramm | rechts nach links (nicht-arabisch) | YEZIDI LETTER MIM                       | Jesidischer Buchstabe Mim                         |
| U+10EA2 (69282) | 𐺢               | anderer Buchstabe, Silbe oder Ideogramm | rechts nach links (nicht-arabisch) | YEZIDI LETTER NUN                       | Jesidischer Buchstabe Nun                         |
| U+10EA3 (69283) | 𐺣               | anderer Buchstabe, Silbe oder Ideogramm | rechts nach links (nicht-arabisch) | YEZIDI LETTER UM                        | Jesidischer Buchstabe Um                          |
| U+10EA4 (69284) | 𐺤               | anderer Buchstabe, Silbe oder Ideogramm | rechts nach links (nicht-arabisch) | YEZIDI LETTER WAW                       | Jesidischer Buchstabe Waw                         |
| U+10EA5 (69285) | 𐺥               | anderer Buchstabe, Silbe oder Ideogramm | rechts nach links (nicht-arabisch) | YEZIDI LETTER OW                        | Jesidischer Buchstabe Ow                          |
| U+10EA6 (69286) | 𐺦               | anderer Buchstabe, Silbe oder Ideogramm | rechts nach links (nicht-arabisch) | YEZIDI LETTER EW                        | Jesidischer Buchstabe Ew                          |
| U+10EA7 (69287) | 𐺧               | anderer Buchstabe, Silbe oder Ideogramm | rechts nach links (nicht-arabisch) | YEZIDI LETTER HAY                       | Jesidischer Buchstabe Hay                         |
| U+10EA8 (69288) | 𐺨               | anderer Buchstabe, Silbe oder Ideogramm | rechts nach links (nicht-arabisch) | YEZIDI LETTER YOT                       | Jesidischer Buchstabe Yot                         |
| U+10EA9 (69289) | 𐺩               | anderer Buchstabe, Silbe oder Ideogramm | rechts nach links (nicht-arabisch) | YEZIDI LETTER ET                        | Jesidischer Buchstabe Et                          |
| U+10EAB (69291) | 𐺫                | Markierung ohne Extrabreite             | Markierung ohne Extrabreite        | YEZIDI COMBINING HAMZA MARK             | Jesidisches Zeichen Hamza                         |
| U+10EAC (69292) | 𐺬                | Markierung ohne Extrabreite             | Markierung ohne Extrabreite        | YEZIDI COMBINING MADDA MARK             | Jesidisches Zeichen Madda                         |
| U+10EAD (69293) | 𐺭               | strichförmige Interpunktion             | rechts nach links (nicht-arabisch) | YEZIDI HYPHENATION MARK                 | Jesidisches Silbentrennungszeichen                |
| U+10EB0 (69296) | 𐺰               | anderer Buchstabe, Silbe oder Ideogramm | rechts nach links (nicht-arabisch) | YEZIDI LETTER LAM WITH DOT ABOVE        | Jesidischer Buchstabe Lam mit übergesetztem Punkt |
| U+10EB1 (69297) | 𐺱               | anderer Buchstabe, Silbe oder Ideogramm | rechts nach links (nicht-arabisch) | YEZIDI LETTER YOT WITH CIRCUMFLEX ABOVE | Jesidischer Buchstabe Yot mit Zirkumflex          |